# Stummelweber
Der Stummelweber oder Stummelwida (Euplectes axillaris) zählt innerhalb der Familie der Webervögel (Ploceidae) zur Gattung der Feuerweber (Euplectes).
Das Artepitheton kommt von lateinisch axilla ‚Achsel‘.

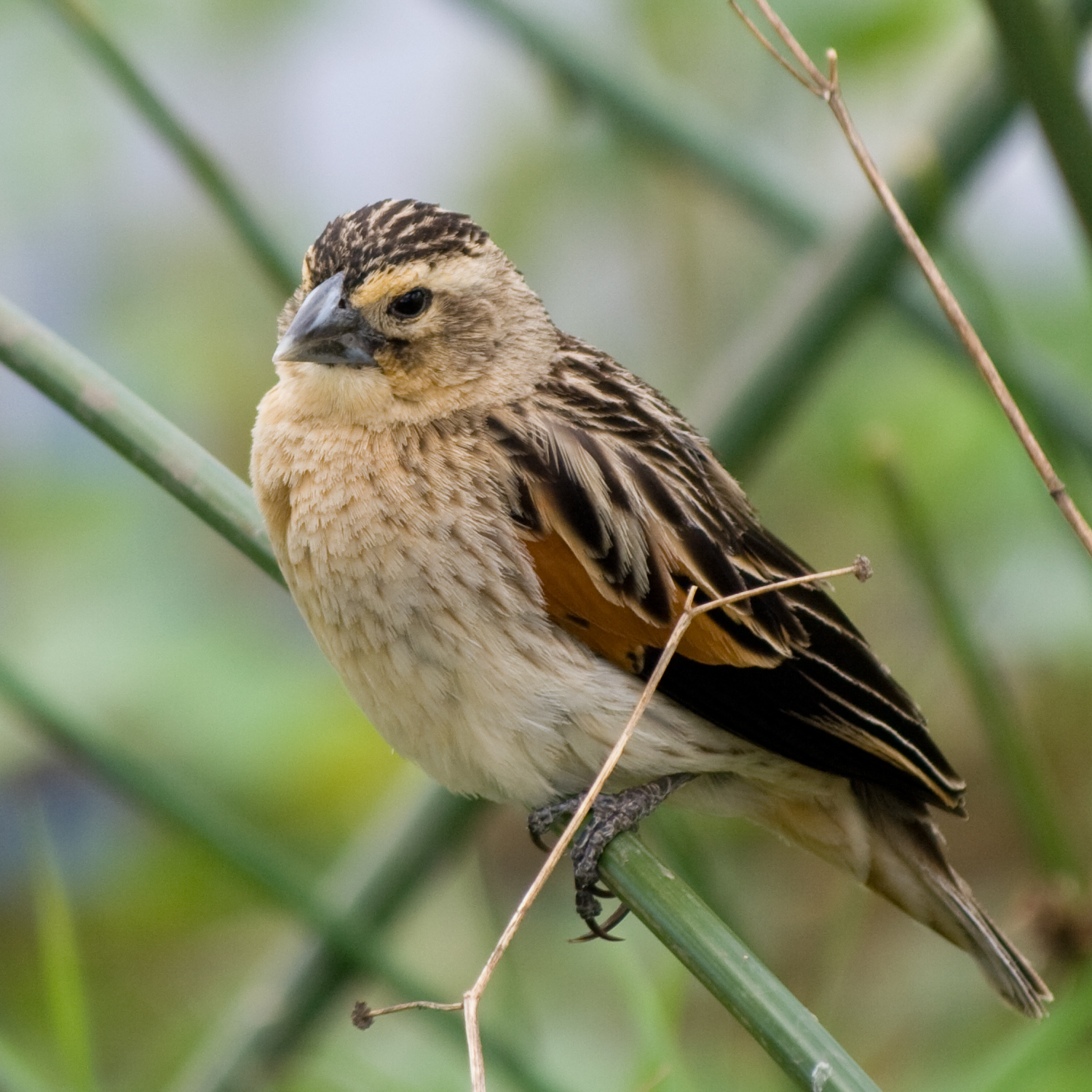
Stummelweber, Weibchen

## Merkmale
Der Stummelweber ist etwa 15 cm groß und 26–32 g schwer, das Weibchen ist etwas leichter.
Der Vogel hat einen kräftigen konischen, hellgrauen Schnabel, schwarze Augen und dunkle Beine.
Das Männchen hat orange-rote Schultern mit cremefarbenem Randsaum, ist im Prachtkleid schwarz. Der Schwanz wird nur zum Schauflug aufgefächert, der gerne von Schilfspitzen aus gezeigt wird.
Im Schlichtkleid ist er wie das Weibchen ockerfarben, mit hellem Überaugenstreif, auf der Oberseite schwärzlich, ockerfarben gestreift.

## Verbreitung und Lebensraum
Der Lebensraum umfasst hoch bewachsenes Grasland, oft in feuchten oder sumpfigen Gegenden, auch Schilf und Papyrus von Meereshöhe bis 2300 m.

## Geografische Variation
Es werden folgende Unterarten anerkannt:
- E. a. bocagei (Sharpe, 1871) – Mali, Niger, Nigeria, Tschad, Kamerun, Zentralafrikanische Republik, Republik Kongo, Demokratische Republik Kongo, Angola, Sambia, Sambesi, Okavangodelta und Simbabwe.
- E. a. phoeniceus (Heuglin, 1862) – Sudan, Uganda, Demokratische Republik Kongo, Ruanda, Burundi, Kenia und Tansania, Sambia und Malawi
- E. a. traversii (Salvadori, 1888) – Hochland von Äthiopien
- E. a. zanzibaricus (Shelley, 1881) – Somalia entlang der Küste einschließlich Sansibar und Pemba
- E. a. axillaris (Smith, 1838) – Tiefland in Malawi, Mosambik, Eswatini und Südafrika

## Ernährung
Stummelweber ernähren sich von Samen wie Borstenhirse, Fingerhirse, Süßgras, Rispenhirsen und Vogelknöteriche.

## Fortpflanzung
Die Brutzeit liegt in Westafrika zwischen September und Oktober, im Sudan im August, in Äthiopien zwischen September und Oktober und in Somalia zwischen August und Oktober.

## Gefährdungssituation
Der Stummelweber gilt als nicht gefährdet (Least Concern).